# Cỏ xạ hương

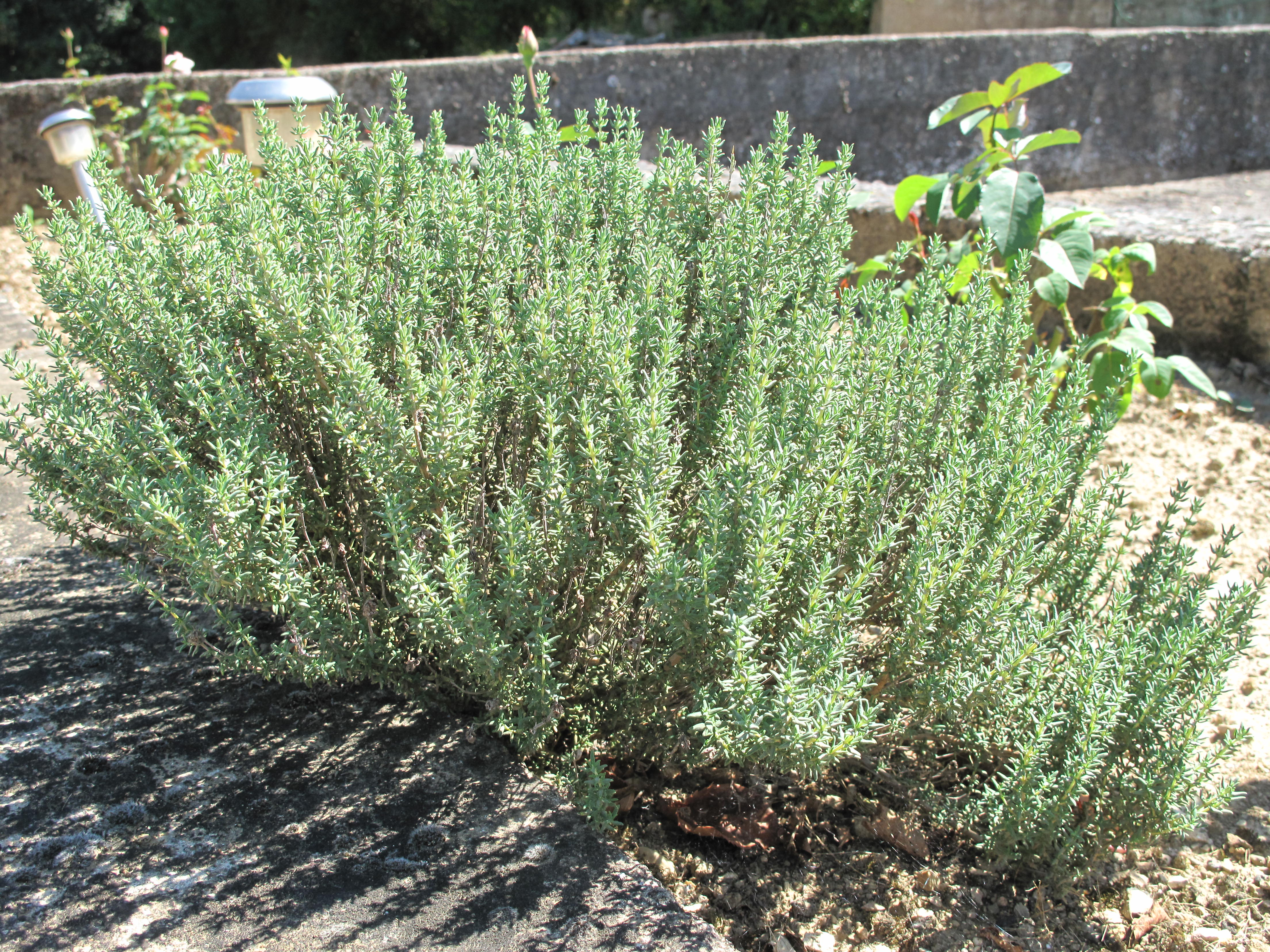
Cỏ xạ hương trồng trong vườn

Cỏ xạ hương (tiếng Anh: Thyme hay Common thyme, Garden thyme, danh pháp hai phần: Thymus vulgaris) là một loài thực vật có hoa trong họ Hoa môi, được sử dụng rộng rãi trong ẩm thực, dược liệu và trang trí. Loài này được L. miêu tả khoa học đầu tiên năm 1753 Chúng thuộc Chi Cỏ xạ hương (Bách lý hương) và là loài phổ biến nhất trong chi này.

## Thành phần
Thành phần cỏ xạ hương gồm 3 thành phần quan trọng là Thymol, Carvacrol và Eugenol.
Thymol là một monoterpen phenol có công thức C10H14O,
được chiết xuất từ cỏ Xạ Hương (tên khoa học là Thymus Vulgaris). Thymol có mùi thơm đặc trưng.
Thymol lần đầu tiên được phân lập bởi nhà hóa học người Đức Caspar Neumann vào năm 1719. Vào năm 1853, người hóa học người Pháp A. Lallemand đặt tên Thymol cho hoạt chất này và xác định công thức hóa học . Thymol lần đầu tiên được tổng hợp bởi nhà hóa học người Thụy Sĩ Oskar Widman vào năm 1882. AlainThozet và M. Perrin lần đầu tiên công bố cấu trúc tinh thể với xác định cấu trúc nguyên tử .
Thymol và Carvacrol có hoạt tính kháng virus, vi khuẩn và hoạt tính kháng viêm mạnh.

## Ẩm thực

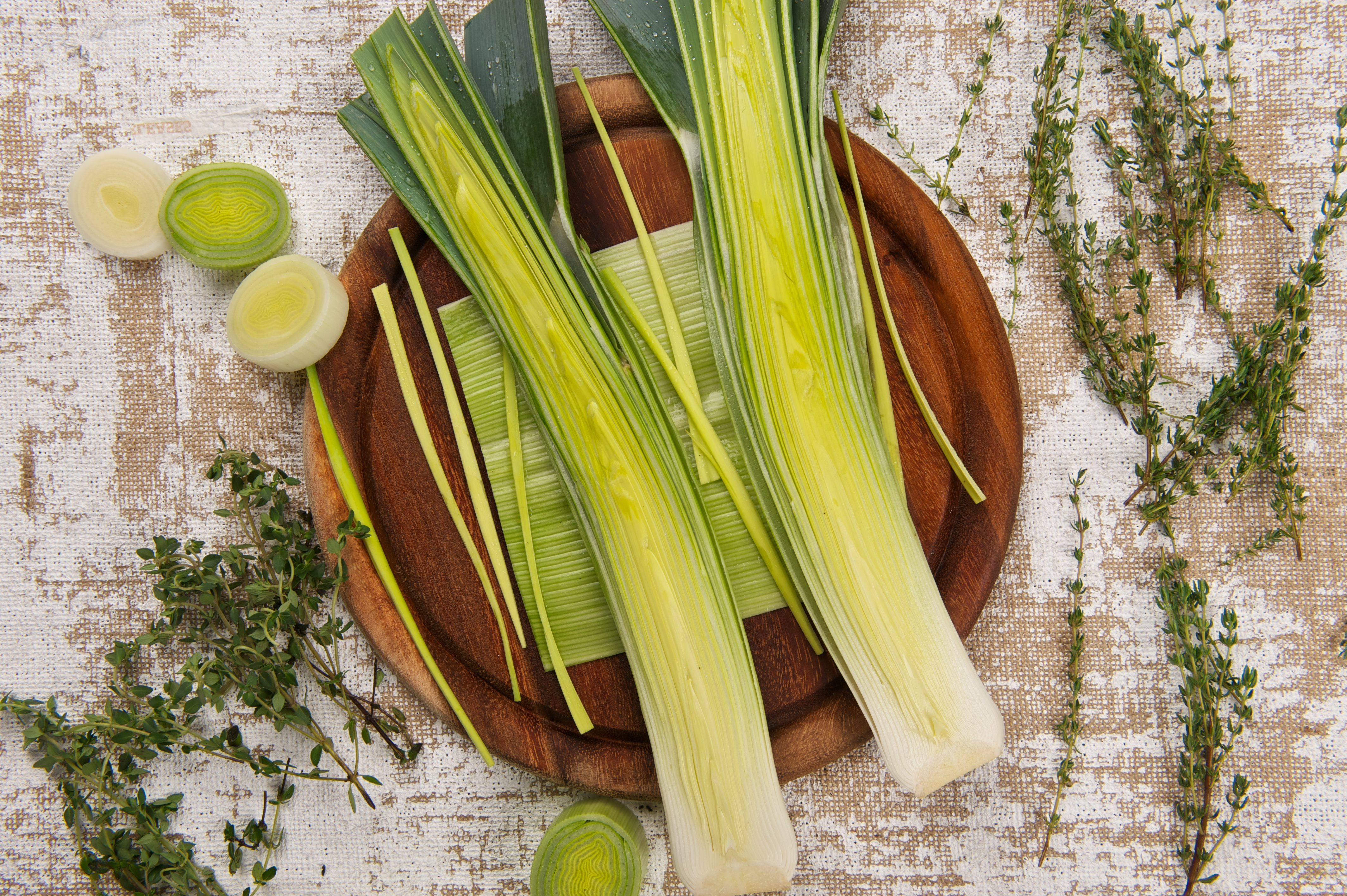
Cỏ xạ hương sử dụng làm gia vị

## Hình ảnh

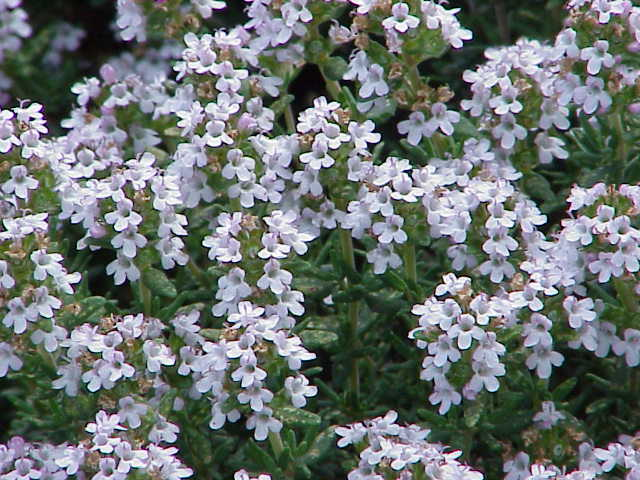
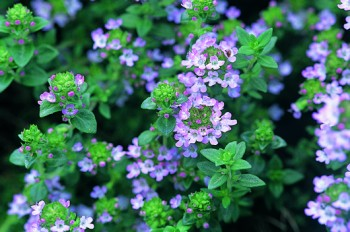
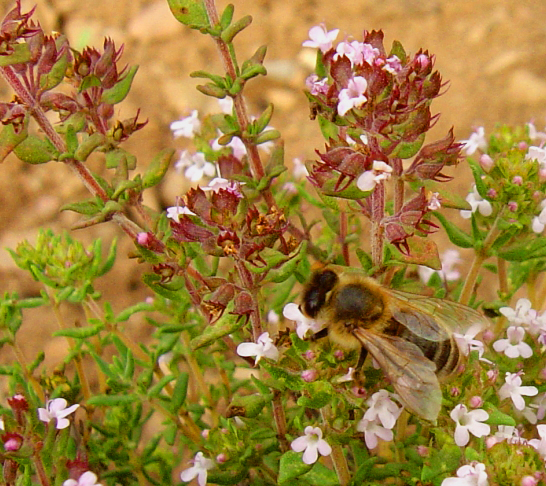
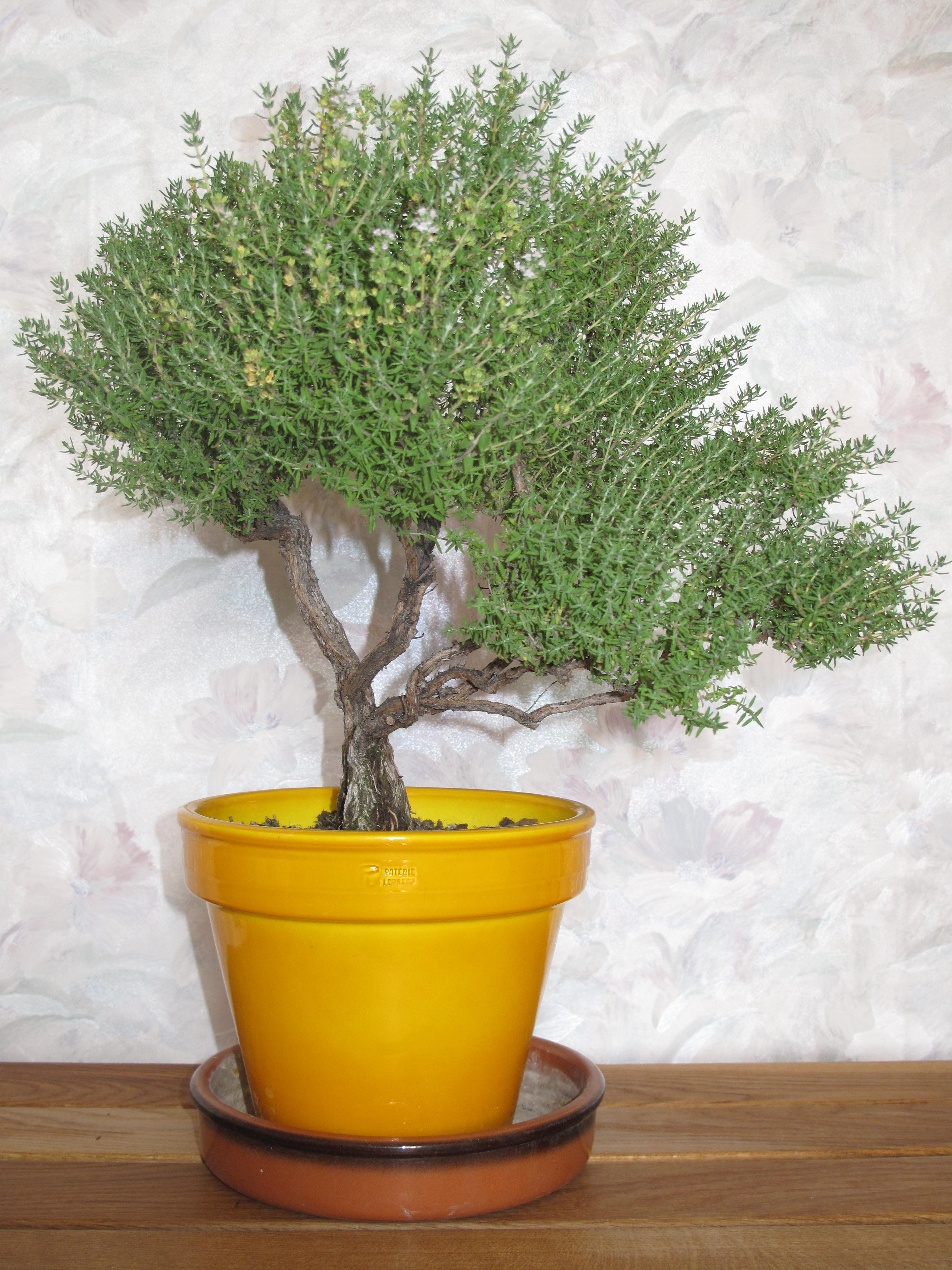
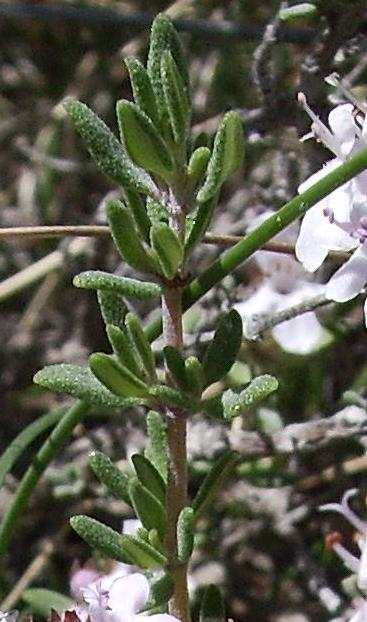
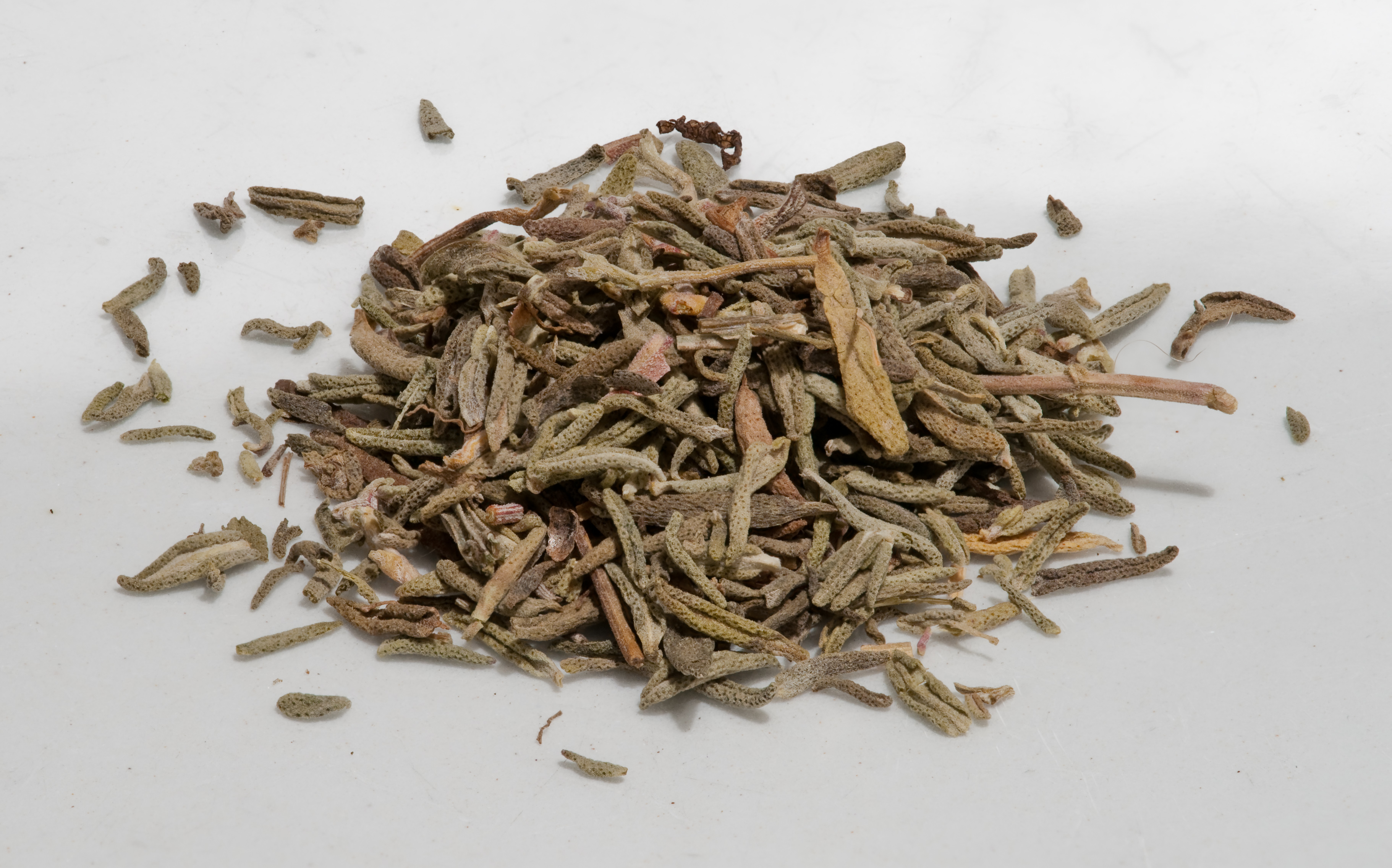
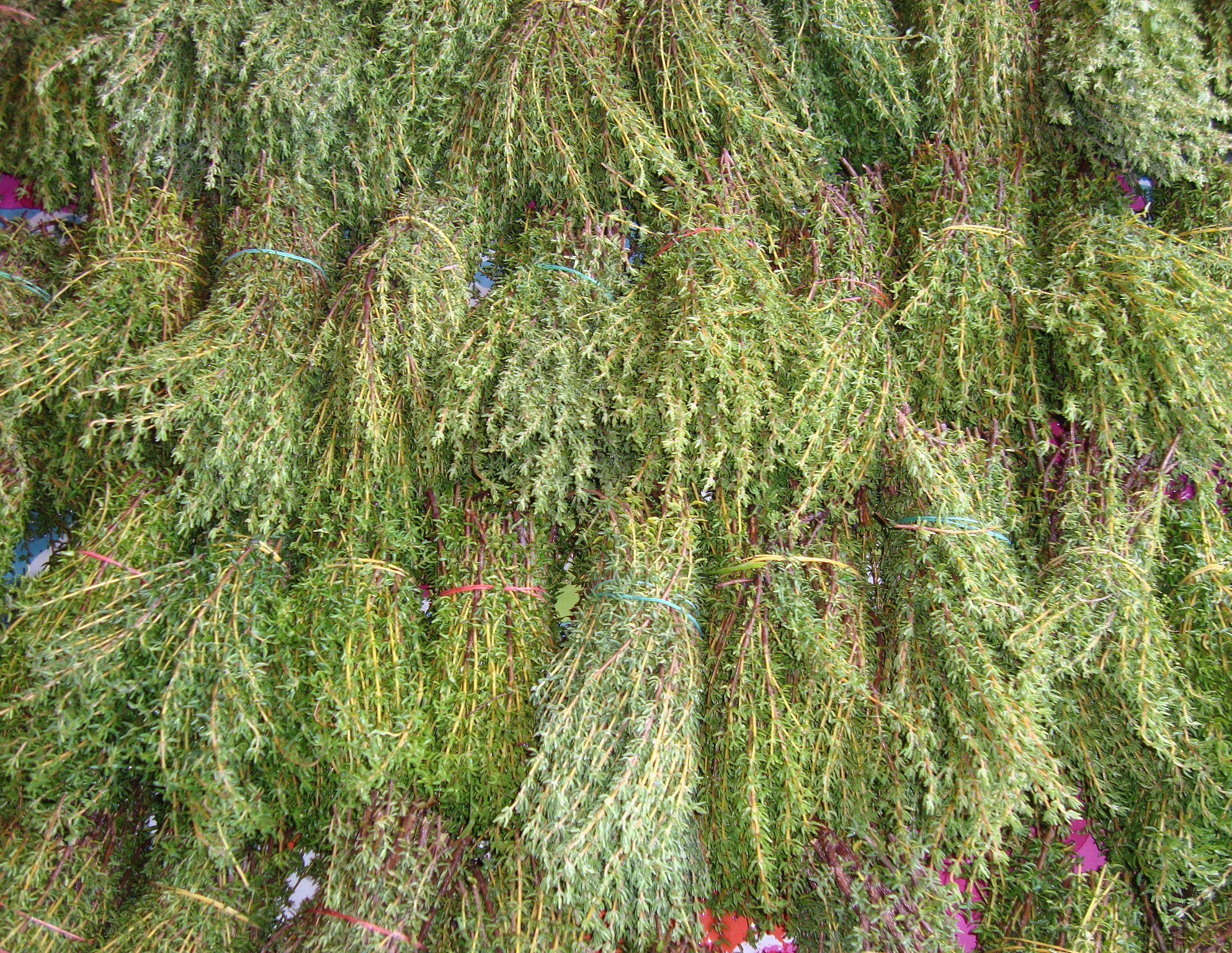